# Sênio Paterno
Sênio Paterno (em latim: Sennius Paternus) foi um oficial romano do final do século III. Segundo uma inscrição descoberta em Milão, era esposo de Véria e teve dois filhos chamados Patérnio Amico e Patérnio Pacato. Ainda segundo esta inscrição, ele foi protetor ducenário.